# Ischnura asiatica
Ischnura asiatica is een libellensoort uit de familie van de waterjuffers (Coenagrionidae), onderorde juffers (Zygoptera).
De wetenschappelijke naam van de soort werd in 1865 als Agrion asiaticum gepubliceerd door Friedrich Moritz Brauer.

## Synoniemen
- Ischnura lobata Needham, 1929